# Wolfgang Kudrnofsky

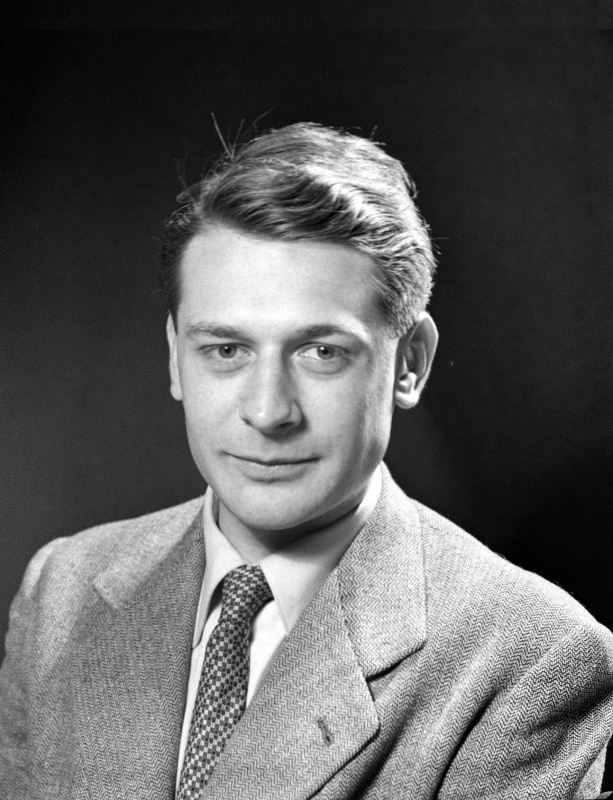
Wolfgang Kudrnofsky, 1952

Wolfgang Kudrnofsky (* 1. Mai 1927 in Wien; † 20. Dezember 2010 ebenda) war ein österreichischer Schriftsteller, Journalist, Fotograf und Film- und Hörspielautor.

## Leben
Der Sohn von Raimund Kudrnofsky und Josefine Freiin von Bertrand (Nachfahrin von Henri-Gratien Bertrand) legte am Stiftsgymnasium Melk die Matura ab und studierte anschließend Psychologie und Anthropologie. Im Jahr 1950 promovierte er zum Dr. phil., im selben Jahr bestand er auch die Meisterprüfung als Fotograf.
1950 erste Prosa- und Theaterarbeiten, erschienen in den „Stimmen der Gegenwart“, den „Neuen Wegen“ und in verschiedenen Tageszeitungen.
Nach Gründung der Hundsgruppe entstehen 1951 zwei Fotobeiträge (Nr. 4: „Altes Testament, Der Prediger Salomo, 3. Kap.“ und Nr. 9: „Der Einfluss von Seiten der Majorität ist ausgeschlossen“) für die Mappe „Cave Canem“.
Gemeinsam mit Arnulf Rainer erarbeitete er 1951 die Fotomappe „Perspektiven der Vernichtung“.
Die Ingeborg Bachmann-Collage von Wolfgang Kudrnofsky wird in Hans Weigels „Stimmen der Gegenwart“ 1953 abgedruckt.
In Maria Fialiks „Strohkoffer Gespräche“ (1998) wird seine Zugehörigkeit zum Art Club erörtert.
Er war Mitbegründer des RWR (Rundfunk/Radio Rot-Weiß-Rot) mit Louise Martini.
Als Journalist war er unter anderem für den Stern-Wiener Illustrierte (österreichische Ausgabe des deutschen Stern) als Wortberichterstatter bei den Olympischen Winterspielen 1964 in Innsbruck tätig. Später war er Chefredakteur der deutschen Zeitschrift Die Bunte Illustrierte (seit 1972: Bunte) und Mitinitiator der Journalistengewerkschaft.
Als Hörspielautor und durch zahlreiche Dokumentationen beim ORF war er dort jahrelang als Journalist tätig.
Als Schriftsteller arbeitete er auch mit Helmut Qualtinger.
Er starb am 20. Dezember 2010 im Alter von 83 Jahren in Wien und wurde am Döblinger Friedhof bestattet. Er hatte 2 Kinder.

## Film und Ausstellungen
- Experimentalfilm „Der Rabe“(1951), Verfilmung von Edgar Allan Poes gleichnamigem Gedicht.
- Ausstellungen von Fotomontagen im „Art Club“ und dem ISB (Information Service Branche).
- Fotomontagen in der HUNDSGRUPPEN-Mappe.
- Zusammen mit Arnulf Rainer: PERSPEKTIVEN DER VERNICHTUNG
- 1983: Ausstellung „Historische Fotografie in Österreich“, Museum des 20. Jahrhunderts, Wien.
- 1984: Museum Folkwang, Essen - „Subjekt Fotografie“, Ausstellung auch in San Francisco.
- 1984: Ausstellung Rupertinum, Salzburg.
- 1989: Ausstellung „Steirischer Herbst“, Graz
- 1996: „Surrealismus und Fotomontage“, Vortrag in der Wiener Secession, am 8. November 1996
- 1999: Ausstellung Fotogalerie Faber

## Bücher
- Bubis Hochzeit oder die Unreifen (1967)
- Fall-Out (1969)
- Modebrevier oder Von der Kunst, zu scheinen, wie man sein möchte (1970)
- Fifi Mutzenbacher (1971), unter dem Pseudonym Wolfgang Bertrand[3], spätestens seit 1993 auch als Theaterstück adaptiert
- Zur Lage des österreichischen Schriftstellers (1973)
- Klappe, Mr. President, ein unveröffentlichter distopischer Roman, der die Reise eines Frankfurter Kinobesitzers nach Amerika im Jahr 1977 beschreibt. Manuskript verschollen. (1973)
- Der Mensch in seinem Zorn (1974)
- Vom Dritten Reich zum Dritten Mann (1975)
- Der Messias von der Lobau. Peter Waller und die Arbeitslosen der Zwischenkriegszeit (1983)
- Marek, Matuschka & Co: Kriminalfälle der Ersten Republik (1989)
- Gassner, Gufler & Co: Kriminalfälle der Zweiten Republik (1991)
- Schandl, Schubirsch & Co: Kriminalfälle der Zweiten Republik (1994)
- Natur, oh Natur (2000)
- Der Schamane (2002)
- Pierre Ramus – Der Anarchist von Klosterneuburg (2005)
- Katalog zu „Fotomontagen 1949-1953“, Wolfgang Kudrnofsky - Von 1 Meter bis Unendlich

Panorama-Bücher 1957–1962:
Reisebücher bei Wilhelm Andermann, München: Wien / Brasilien / Spanien / Salzkammergut  / Tirol/Tyrol

## Theaterproduktionen
1962: „Jean d’Arc“, eine szenische Collage für das Theater der Jugend, Wien.
1962: „Frau Havel x 3“, Theaterstück, uraufgeführt in Nora, Schweden.
1970: „Fall out“, Theaterstück, Uraufführung im „Off-Off-Theater“, München.
1975: „Liebling, wer hat dich verhext?“, Komödie, uraufgeführt in der „Kleinen Komödie“, Wien.
1980: „Kaffeehau-Revue“, Freie Bühne Wien.
1988: „Vom III. Reich zum 3. Mann“, zeitgeschichtliche Revue, „Freie Bühne Wieden“, Wien.
1990: „Frau Havel x 3“, Stockholm, Göteborg.

## CDs und Hörspiele
- „Bubis Hochzeit“ (2000), gelesen von Helmut Qualtinger
- „Natur, oh Natur“ (2001), gesprochen von Karl Markovics
- „Fifi Mutzenbacher. Eine Pornoparodie“, gelesen von Helmut Qualtinger